# Маскарадная маска
«Маскарадная маска» (англ. The Masquerader, другие названия — Putting One Over / The Female Impersonator / The Picnic) — короткометражный фильм Чарли Чаплина, выпущенный 27 августа 1914 года.

## Сюжет
Чарли — актёр, участвующий в съемках фильма об убийстве. Однако толку от него мало. Он только мешает процессу съёмок и поэтому режиссёр с треском вышвыривает его из студии. На следующий день здесь появляется красивая светская дама, которая очаровывает режиссёра и тот предлагает ей сняться в фильме. Она запирается в гримёрке. Между тем остальные актёры, недовольные своей второстепенной ролью и тем, что их выгоняют из привычной гримерной, говорят, чтоб он не превращал студию в гарем. Режиссёр вынужден согласиться. Он входит в гримерку и видит там Чарли. Оказывается, именно он переоделся в красивую леди, чтобы проникнуть в студию.

## В ролях
- Чарли Чаплин — киноактер
- Роско Арбакл — киноактер
- Честер Конклин — киноактер
- Чарльз Мюррей — кинорежиссёр
- Джесс Денди — актер, играющий злодея
- Гарри Маккой — актер
- Фриц Шаде — актёр-злодей